# 長有駅
長有駅（チャンユえき）は大韓民国慶尚南道金海市内徳洞にある、韓国鉄道公社（KORAIL）釜山新港線の駅である。

## 駅構造
- 島式ホーム1面2線の地上駅。

## 歴史
- 2010年11月30日：釜山新港線開通に伴い開業[1]
- 2012年12月1日：貨物取扱中止[2]

## 隣の駅
韓国鉄道公社
釜山新港線
進礼駅 - 長有駅 - 釜山新港駅